# 安森氏突吻魚
安森氏突吻魚（学名：Varicorhinus ansorgii）为輻鰭魚綱鯉形目鲤科的其中一種，被IUCN列為次級保育類動物，分布於非洲安哥拉Cuango河流域，體長可達30公分。

## 扩展阅读
維基物種上的相關：安森氏突吻魚